# Partido Popular Eslovaco
El Partido Popular Eslovaco (en eslovaco: Slovenská ľudová strana, abreviado SĽS) fue un partido eslovaco de extrema derecha, descrito por algunos autores como un grupo nacionalista, fascista y clerical. A lo largo de su historia recibió varias denominaciones: 
- 1913-1925: Partido Popular Eslovaco (Slovenská ľudová strana, SĽS)
- 1925-1938: Partido Popular Eslovaco de Hlinka (Hlinkova slovenská ľudová strana, HSĽS)
- 1938-1945: Partido Popular Eslovaco de Hlinka-Partido de la Unidad Nacional Eslovaca (Hlinkova slovenská ľudová strana – Strana slovenskej národnej jednoty, HSĽS-SSNJ)

El partido, a pesar de resultar el más votado en Eslovaquia en algunas elecciones, nunca contó con un respaldo claramente mayoritario entre la población y en el conjunto de Checoslovaquia era claramente marginal. Esta situación cambió tras la desmembración de Checoslovaquia, en la que se convirtió en el único partido tolerado por el régimen eslovaco, situación que duraría hasta el final de la Segunda Guerra Mundial.

## Historia

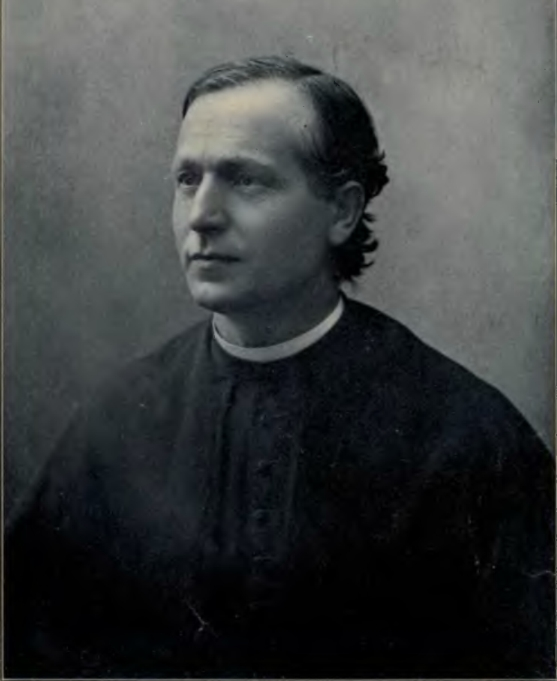
Andrej Hlinka en su juventud (1908).

### Creación y primeros años
A comienzos del siglo XX en Austria-Hungría solamente el Partido Nacional Eslovaco (Slovenská národná strana, SNS) era el único partido que había promovido específicamente los intereses los eslovacos. Sin embargo, hacia 1905 varias personalidades eslovacas se mostraban críticas con la línea política del SNS y se separaron, formando una nueva agrupación. El partido sería fundado finalmente en Žilina en 1913 por el político y sacerdote eslovaco Andrej Hlinka, junto a František Skyčák. Hasta la desmembración del Imperio austrohúngaro, Hlinka mantuvo una posición contraria a Hungría y la política de magiarización sobre las poblaciones eslovacas, lo que le valió ser encarcelado por las autoridades durante tres años y ser suspendido por la Iglesia en sus funciones. Sin embargo, esto llevó a promover por el partido  la separación del Reino de Hungría.
Durante la Primera Guerra Mundial el partido permaneció inactivo, en parte para evitar ser acusados de actividades contra el Imperio Austro-húngaro. Pocos días antes del final de la contienda Hlinka firmó la declaración de Martin, en la que políticos eslovacos expresaban su voluntad de unirse políticamente con la nación checa. El propio Hlinka declaró:

Es hora de actuar. Debemos decidir si en futuro nos hallaremos junto a los húngaros o junto a los checos. ¡Declarémonos abiertamente a favor de la orientación checoslovaca! Nuestro matrimonio milenario con los magiares ha fracasado. ¡Debemos separarnos!

### Bajo Checoslovaquia
Tras la creación de Checoslovaquia, el SĽS volvió a recuperar su actividad política.
Sin embargo, el idilio con los checos no duró mucho, ya que después de la constitución del nuevo estado Hlinka empezó a manifestarse contrario a la asociación con los checos, al considerar que Eslovaquia no había recibido una autonomía real y que quedaba bajo el control del Gobierno central de Praga. Su postura combativa con el gobierno de Tomáš Masaryk le granjeó un importante apoyo popular entre los eslovacos, que se mantendría hasta el momento de su muerte.
Durante los años 1920 estuvo activa una pequeña pero activa y extremista milicia del HSĽS, la Rodobrana, que quedó bajo el control de Vojtech Tuka. No pasó mucho tiempo hasta que fue prohibida por las autoridades checoslovacas en 1923, y nuevamente en 1927.
En 1925 la formación política fue renombrada como "Partido Popular Eslovaco de Hlinka" (Hlinkova slovenská ľudová strana, HSĽS). Durante este periodo se caracterizó por sus políticas claramente conservadoras, su total filiación católica y su postura anticomunista. Ya en las elecciones de 1920 se convirtió en el tercer partido más votado en Checoslovaquia, con un 17.5% de los votos. A lo largo de los siguientes años muchos de sus votantes se encontraban entre los campesinos eslovacos, principalmente por su decepción con la reforma agraria emprendida por el gobierno entre 1920 y 1929. Hlinka mantuvo también conversaciones con Milan Hodža del Partido Agrario Eslovaco que no fructificaron por la insistencia de Hlinka de crear un parlamento con capacidad legislativa para Eslovaquia. No obstante el HSĽS entró en el gabinete checoslovaco a comienzos de 1927, tras serle prometido que el sistema de organización territorial por condados sería sustituido por provincias, como venía reclamando Hlinka. El 14 de julio de 1927 se aprobó esta reforma, para regocijo de Hlinka, que lo vio como un paso hacia la autonomía eslovaca. La aprobación de esta medida administrativa aumentó la popularidad del partido, aunque de forma efímera, ya que poco tiempo después el partido se vería sacudido por un hecho inesperado.
En 1929 Hlinka se mostró partidario de seguir apoyando a Vojtech Tuka, que había sido acusado de traición y espionaje militar. El hecho provocó tensiones entre los dirigentes del HSĽS. Finalmente, Tuka fue condenado por ambos cargos, tras lo cual Hlinka retiró al partido del gobierno como señal de protesta, a solo unos días de las elecciones parlamentarias. Además, en estas circunstancias, Hlinka insistió en incluir a Tuka como candidato para los comicios. El gesto fue un desastre para el partido, que perdió 168.000 votos, aunque continuó siendo la principal fuerza política eslovaca.
Con la llegada de los años 1930 la postura del partido se fue radicalizando cada vez más, aunque Hlinka mantuvo el poder absoluto dentro del mismo. Sin embargo, el 16 de agosto de 1938 falleció Hlinka, en un momento de gran inestabilidad debido a las reclamaciones territoriales alemanes sobre los Sudetes y sin que Hlinka hubiera designado un sucesor, aunque se había inclinado hacia el candidato extremista. Durante el caos interno que resultó a los Acuerdos de Múnich, el 6 de octubre los eslovacos declararon su autonomía dentro de Checoslovaquia y las autoridades de Praga se vieron forzadas a reconocer este hecho. El sacerdote Jozef Tiso, que desde hacía años había ejercido como uno de los líderes del partido, a la muerte de Hlinka vio reforzada su posición frente a otros candidatos para suceder a Hlinka. Tiso también se convirtió en el jefe del nuevo gobierno autónomo eslovaco. Con ello el HSĽS reforzó su posición dentro de la región eslovaca.
Por esas mismas fechas algunos militantes del ala más extremista crearon un grupo paramilitar, la llamada "Guardia de Hlinka", que recuperaba la estela de la desaparecida "Rodobrana" y que se acabaría convirtiendo en la milicia privada del SĽS. Por su parte, en el otoño de 1938 la mayoría de fuerzas eslovacas de signo conservador y nacionalista se unieron en torno al HSĽS, que se renombró como "Partido Popular Eslovaco de Hlinka-Partido de la Unidad Nacional Eslovaca" (HSĽS-SSNJ).

### Segunda Guerra Mundial y desaparición
En marzo de 1939 se produjo la largamente esperada independencia de Eslovaquia, como consecuencia directa de la ocupación alemana de Checoslovaquia. Jozef Tiso asumió el liderazgo del nuevo estado, apoyado firmemente desde Berlín por las autoridades nazis. Al comienzo de la Segunda Guerra Mundial, Tiso centró sus esfuerzos en reorganizar el partido: reconstruyó los cuadros políticos, nombrando nuevos miembros en el Consejo de dirección, y movilizó a las mujeres para incorporarlas a las bases del HSĽS.
Sin embargo, durante la contienda el partido entró un profundo conflicto por la rivalidad que surgió entre las dos alas que se formaron, ambas enfrentadas una a la otra. El ala conservadora liderada por Tiso y apoyada por los sectores católicos buscaba la creación de un estado católico y autoritario. Los miembros de este sector ocupaban los principales puestos de la administración, del partido y la Iglesia. Por el contrario, el ala liderada por Vojtech Tuka estaba muy influenciada por la Alemania nazi, era profundamente antisemita, anti-checa y aspiraba a la creación de un "Estado nacionalsocialista eslovaco". Los partidarios de Tuka, que desde 1939 era el primer ministro, estaban concentrados en torno a la Guardia de Hlinka. Los extremistas de la Guardia de Hlinka intentaron dar un Golpe de Estado de 1941, pero la intentona fue abortada y las disputas entre ambos grupos acabaron con la proclamación de Tiso como «caudillo» del Estado y del partido. Consecuencia del debilitamiento de su posición, Tuka dimitió como presidente del partido en enero de 1943, aunque siguió ocupando otros cargos.
Después del Insurrección nacional eslovaca durante el otoño de 1944, el país fue ocupado por el Ejército alemán y su autonomía se vio drásticamente reducida. El partido dejó de existir con la ocupación de Eslovaquia por las tropas del Ejército soviético entre abril y mayo de 1945. Durante la posguerra muchos de los miembros del partido fueron perseguidos y/o ejecutados, como fue el caso de Tiso o Tuka.

## Resultados electorales
| Fecha | Candidato     | Votos        | %    | Diputados | +/- |
| ----- | ------------- | ------------ | ---- | --------- | --- |
| 1920  | Pavel Blaho   | 242.045 (#8) | 3,91 | 12/300    |     |
| 1925  | Andrej Hlinka | 489.027 (#7) | 6,88 | 23/300    | 11  |
| 1929  | Andrej Hlinka | 425.051 (#7) | 5,80 | 19/300    | 4   |
| 1935  | Andrej Hlinka | 564.273 (#7) | 6,90 | 22/300    | 3   |

### Elecciones a la Asamblea Eslovaca
| Fecha | Candidato     | Votos        | %     | Diputados | +/- | Gobierno |
| ----- | ------------- | ------------ | ----- | --------- | --- | -------- |
| 1928  | Andrej Hlinka | 325.588 (#1) | 24,64 | 14/54     |     | Gobierno |
| 1935a | Andrej Hlinka | 430.880 (#1) | 28,51 | 11/36     | 3   | Gobierno |
| 1938  | Jozef Tiso    |              | 97,50 | 47/63     | 36  | Gobierno |

a Dentro del Bloque Autónomo.